# World Games 2025/Powerboating
Bei den World Games 2025 in Chengdu werden vom 15. bis 17. August 3 Wettbewerbe im Powerboating ausgetragen. Austragungsort ist die Sancha Lake Ma’anshan Arena.

## Bilanz

### Medaillenspiegel
| Platz  | Land       | Gold | Silber | Bronze | Gesamt |
| ------ | ---------- | ---- | ------ | ------ | ------ |
| 1      | Tschechien | 3    | –      | –      | 3      |
| 2      | China      | –    | 2      | 1      | 3      |
| 3      | Polen      | –    | 1      | –      | 1      |
| 4      | Slowakei   | –    | –      | 2      | 2      |
| Gesamt | Gesamt     | 3    | 3      | 3      | 9      |

### Medaillengewinner
| Disziplin                  | Gold                                     | Silber                                  | Bronze                             |
| -------------------------- | ---------------------------------------- | --------------------------------------- | ---------------------------------- |
| MotoSurf Männer            | Lukáš Záhorský (CZE)                     | Zhang Maozhu (CHN)                      | Feng Zhanghao (CHN)                |
| MotoSurf Frauen            | Eliška Matoušková (CZE)                  | Gao Jiayin (CHN)                        | Ema Strculová (SVK)                |
| MotoSurf Mixed Nationencup | Eliška Matoušková / Lukáš Záhorský (CZE) | Rozalia Janora / Arkadiusz Janora (POL) | Sára Žuborová / Marek Škamla (SVK) |